# Сува (озеро)
Су́ва (Сува-Ко, Сува-Уми; яп. 諏訪湖) — пресноводное горное озеро в центре средней части японского острова Хонсю. Располагается между городами Окая и Сува, на территории префектуры Нагано. Относится к водосборному бассейну Филиппинского моря. Сток из озера идёт на запад через реку Тенрю в залив (плёс) Энсю-Нада.
Сува представляет собой эвтрофное озеро тектонического происхождения, находящееся на высоте 759 м над уровнем моря. Площадь озера составляет 12,9 км², глубина достигает 7,6 м. Протяжённость береговой линии — 17 км.
Озеро исследовал лимнолог Танака Акамаро, создавший фундаментальный труд «Изучение озера Сува в контексте изучения озер и болот» (1918 год, 『湖沼学上に見たる諏訪湖の研究』全二巻、1918年、50歳).